# Pilar de ferro de Déli

Vista do pilar no Complexo de Qutb, em Déli, Índia

Pilar de ferro de Déli é uma coluna de ferro de sete metros de altura que faz parte do Complexo de Qutb, localizado na cidade de Déli, na Índia, e que é famosa por sua composição resistente à ferrugem dos metais utilizados na sua construção. O pilar tem atraído a atenção de arqueólogos e metalúrgicos e tem sido classificado como "um testemunho da habilidade dos antigos ferreiros indianos" por causa de sua alta resistência à corrosão. Os resultados de testes de resistência à corrosão de uma camada uniforme cristalina de fosfato de ferro e hidrogênio formaram fósforo com elevado teor de ferro, o que serve para a proteger o pilar dos efeitos do clima local de Déli. Acredita-se que o nome da cidade de Déli foi inspirado em uma lenda associada ao pilar.
A altura do pilar, desde o topo até a parte inferior da sua base, é de 7,21 metros. Sua base em forma de bulbo tem 0,71 metro de altura. A base se assenta sobre uma grelha de barras de ferro soldadas com chumbo na camada superior do pavimento de pedra lavrada. O diâmetro inferior do pilar é de 16,4 cm e o seu diâmetro superior é de 12,05 cm. Estima-se que o pilar pese mais de seis toneladas.
O pilar foi fabricado através do processo de soldagem forjada e é composto por 98% de ferro forjado puro. Em um relatório publicado na revista Current Science, R. Balasubramaniam, do Instituto Indiano de Tecnologia de Kanpur, explica que a resistência do pilar à corrosão acontece devido a uma película protetora passiva. A presença de partículas da segunda fase (como óxidos de ferro não reduzidos) na microestrutura do ferro, grandes quantidades de fósforo no metal e a molhagem e secagem alternadas sob condições atmosféricas são três dos fatores principais na formação dessa película protetora.

## Histórico

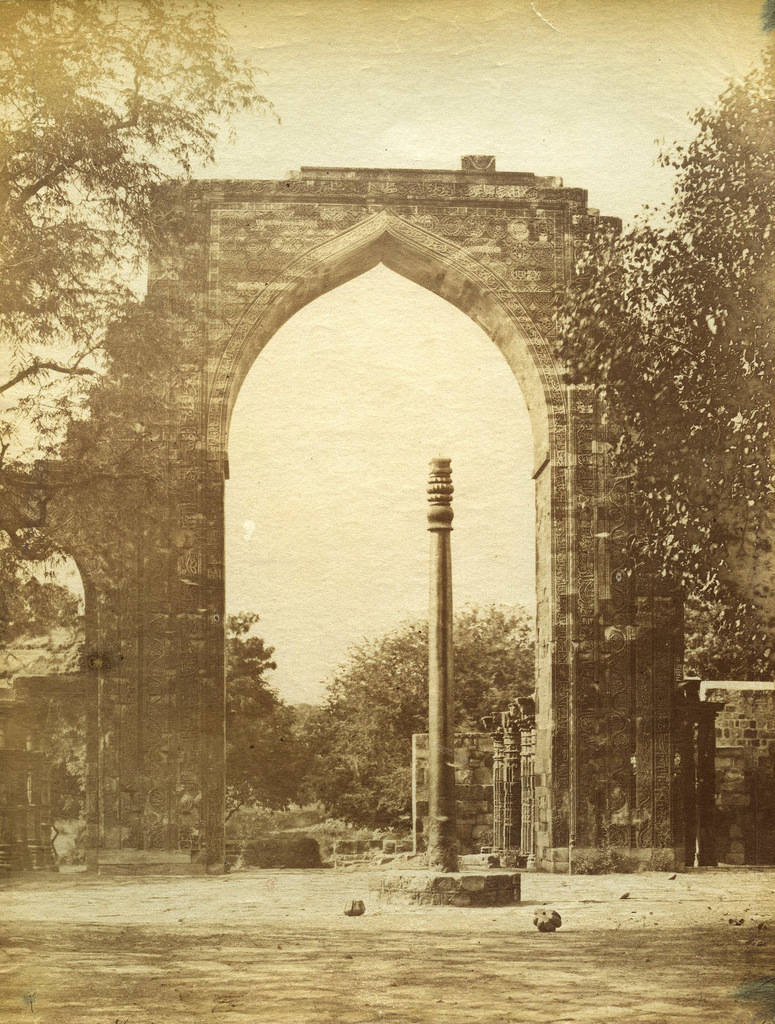
Fotografia do pilar nos anos 1850.

O local original do pilar ainda é motivo de debate. A coluna de ferro foi certamente usada como um troféu no edifício da mesquita Quwwat-ul-Islam e no complexo de Qutb, mas seu local de origem, quer no próprio complexo onde está atualmente ou em outro lugar, ainda tem é motivo de discussões. Um resumo dos pontos de vista sobre este assunto foi reunido em um livro editado por M. C. Joshi e publicado em 1989. Mais recentemente, as opiniões sobre o tema foram resumidas novamente por Upinder Singh, em seu livro Delhi: Ancient History.
A coluna traz uma série de inscrições de datas diferentes que não foram estudadas sistematicamente, apesar da proeminente localização do pilar e de seu fácil acesso. A inscrição mais antiga na coluna está em sânscrito e usa a escrita brami, do período Gupta. Isto indica que o pilar foi erguido como em honra ao deus hindu Vixnu. A inscrição também elogia o valor e as qualidades de um rei chamado simplesmente de Candra, que é geralmente identificado como o rei gupta Chandragupta II. Alguns autores identificam Candra como Chandragupta Máuria, enquanto outros afirmam que a coluna data de, pelo menos, 912 a.C.
R. Balasubramaniam explorou a metalurgia e a iconografia do pilar baseando-se na análise de moedas de ouro da Dinastia Gupta. Na sua opinião, o pilar, com uma roda ou disco no topo, originalmente localizava-se nas cavernas Udayagiri, situadas perto Vidisha, em Madhya Pradesh. Esta conclusão foi parcialmente baseada no fato de que uma das inscrições do pilar menciona Viṣṇupadagiri (que significa "colina com pegada de Vixnu"). Esta conclusão foi aprovada e elaborada por Michael Willis em sua obra Archaeology of Hindu Ritual, publicada em 2009.